# Teodor Morawski

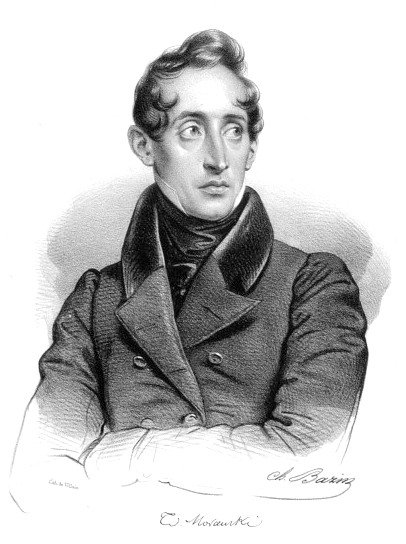
Teodor Morawski.

Teodor Morawski, född 1 november 1797 i Mikołajewice, död 21 september 1879 i Paris, var en polsk historiker. 
Morawski var under polska resningsåret 1831 minister för utrikes ärenden, flyttade sedan till Paris, där han 1832 bildade ett polskt litteratursällskap, Towarzystwo literackie, och ägnade sig åt historiska studier. Den förnämsta frukten därav är hans polska historia, Dzieje narodu polskiego (sex delar, 1870), vars båda sista delar ha stort värde på grund av det rika materialet om Stanisław II August Poniatowskis regering och delningsperioden (en förkortad upplaga därav utkom samma år). Bland hans smärre skrifter märks Quelques mots sur les paysans, Sur les intentions de la dernière révolution polonaise à l'égard des paysans och Sur la Pologne (1843). År 1873 utgavs hans memoarer, Moje Przygody.